# Jump Square
Jump Square (jap. ジャンプスクエア Janpu Sukuea; Jump SQ.) – japoński miesięcznik z mangami shōnen. Wydawany jest przez Shūeishę od 2 listopada 2007, jako zastępstwo dla magazynu Gekkan Shōnen Jump. Mangi wydawane w czasopiśmie są także publikowane w tankōbonach. Serie z Jump Square są skierowane głównie do chłopców i najczęściej gatunkowo przynależą do fantasy z dużą liczbą scen akcji. Redaktorem naczelnym pisma jest Kōsuke Yahagi. Nazwa czasopisma stanowi grę słów, związanych z angielskim słowem square: kwadrat i plac oraz stylizowanego zapisu SQ (będącego akronimem supreme quality).
Gdy Jump Square został wydany po raz pierwszy, początkowy nakład wynosił 500 000 egzemplarzy, z czego 70% sprzedano w ciągu trzech pierwszych dni. Dwa tygodnie później dodrukowano 100 000 sztuk, które także zostały szybko wykupione. Pierwszymi mangami, ukazującymi się w miesięczniku (przeniesione z Monthly Shōnen Jump) były: Tegami bachi, Rosario + Vampire, Claymore i Gag manga biyori.
Średni nakład miesięcznika w 2016 roku oscylował w okolicach 250 000 egzemplarzy.

## Wydawane serie
Lista niektórych serii publikowanych w Jump Square:
| Tytuł | Autor                            | Lata             |
| --- | -------------------------------- | ---------------- |
| Tennis no ōjisama (jap. テニスの王子様 Tenisu no ōjisama)                                                                                               | Takeshi Konomi                   | 1999–2008        |
| Claymore (jap. クレイモア Kureimoa) | Norihiro Yagi                    | 2007–2014        |
| Kurenai (jap. 紅 Kurenai) | Kentarō Katayama                 | 2007–2012        |
| Gag manga biyori (jap. ギャグマンガ日和 Gyagu manga biyori)                                                                                             | Kōsuke Masuda                    | 2007–2014; 2015- |
| Rosario + Vampire (jap. ロザリオとバンパイア Rozario to banpaia)                                                                                        | Akihisa Ikeda                    | 2007–2014        |
| Tales of innocence (jap. テイルズオブイノセンス Teiruzu Obu inosensu)                                                                                   | Hiroyuki Kaidō                   | 2007–2008        |
| Tegami bachi (jap. テガミバチ Tegami bachi) | Hiroyuki Asada                   | 2007–2015        |
| Shiki (jap. 屍鬼 Shiki) | Fuyumi Ono                       | 2008–2011        |
| Binbō-gami ga! (jap. 貧乏神が Binbō-gami ga!) | Yoshiaki Sukeno                  | 2008–2013        |
| Kekkai sensen (jap. 血界戦線 Kekkai sensen) | Yasuhiro Nightow                 | 2009–2009        |
| Shin tennis no ōjisama (jap. 新テニスの王子様 Shin tenisu no ōjisama)                                                                                   | Takeshi Konomi                   | 2009-            |
| Karakuri dōji urutimo (jap. 機巧童子ULTIMO Karakuri dōji urutimo)                                                                                       | Hiroyuki Takei                   | 2009–2012        |
| Ao no Exorcist (jap. 青の祓魔師 Ao no ekusoshisuto) | Kazue Katō                       | 2009-            |
| D.Gray-man (jap. ディーグレイマン Dī Gureiman) | Katsura Hoshino                  | 2009–2013        |
| To Love-Ru (jap. To LOVE-る -とらぶる- To LOVE-ru) | Kentarō Yabuki                   | 2010–2017        |
| Anohana – Kwiat, który widzieliśmy tamtego dnia (jap. あの日見た花の名前を僕達はまだ知らない。 Ano hi mita hana no namae o bokutachi wa mada shiranai.) | Mari Okada                       | 2012–2013        |
| Rurōni Kenshin (jap. るろうに剣心-明治剣客浪漫譚- Rurōni Kenshin -Meiji Kenkaku Rōmantan-)                                                              | Nobuhiro Watsuki                 | 2012–2013        |
| Seraph of the End – Serafin dni ostatnich (jap. 終わりのセラフ Owari no serafu)                                                                         | Takaya Kagami                    | 2012–            |
| Inspektor Akane Tsunemori (jap. 監視官 常守朱 Kanshikan Tsunemori Akane)                                                                                | Akira Amano                      | 2012–2013        |
| Sōsei no onmyōji (jap. 双星の陰陽師 Sōsei no onmyōji)                                                                                                   | Yoshiaki Sukeno                  | 2013-            |
| Taishō otome otogibanashi (jap. 大正処女御伽話) | Sana Kirioka                     | 2015–2017        |
| Moriarty (jap. 憂国のモリアーティ Yūkoku no Moriāti) | Ryōsuke Takeuchi, Hikaru Miyoshi | 2016–            |